# 6e cérémonie des New York Film Critics Circle Awards
Les 6e New York Film Critics Circle Awards, décernés par le New York Film Critics Circle, ont été annoncés le 30 décembre 1940 et ont récompensé les films réalisés dans l'année.

## Palmarès

### Meilleur film
- Les Raisins de la colère (The Grapes of Wrath)
  - Train de nuit pour Munich  (Night Train to Munich)
  - Indiscrétions (The Philadelphia Story)

### Meilleur réalisateur
- John Ford pour Les Raisins de la colère (The Grapes of Wrath) et Les Hommes de la mer (The Long Voyage Home)
  - William Wyler pour La Lettre (The Letter)
  - Carol Reed pour Train de nuit pour Munich (Night Train to Munich)

### Meilleur acteur
- Charlie Chaplin pour le rôle de Adenoïd Hynkel dans Le Dictateur (The Great Dictator)
  - Thomas Mitchell pour le rôle de Aloysius 'Drisk' Driscoll dans Les Hommes de la mer (The Long Voyage Home)
  - James Stephenson pour le rôle de Howard Joyce dans La Lettre (The Letter)

### Meilleure actrice
- Katharine Hepburn pour le rôle de Tracy Samantha Lord dans Indiscrétions (The Philadelphia Story)
  - Martha Scott pour le rôle de Emily Webb dans Une petite ville sans histoire (Our Town)
  - Joan Fontaine pour le rôle de la nouvelle Mrs. de Winter dans Rebecca

### Meilleur film en langue étrangère
- La Femme du boulanger •  France